# Galeria Fundana
Galeria Fundana war die Tochter eines römischen Senators im prätorischen Rang und die zweite Ehefrau des späteren Kaisers Vitellius.
Von Galeria Fundana ist nur bekannt, dass ihr Vater Prätor gewesen war und sie spätestens um das Jahr 60 Aulus Vitellius heiratete, der im Jahr 69 für einige Monate Kaiser wurde. Von ihm hatte sie zwei Kinder: eine ältere Tochter, Vitellia und einen um 62/63 geborenen Sohn, den jüngeren Vitellius.
Im Vierkaiserjahr rettete sie ihrem Verwandten Publius Galerius Trachalus, einem Vertrauten Othos, das Leben.